# Liorac-sur-Louyre
Liorac-sur-Louyre, précédemment nommée Liorac jusqu'en 1967, est une commune française située dans le département de la Dordogne, en région Nouvelle-Aquitaine.

## Géographie

### Généralités
Dans le sud du département de la Dordogne, en Bergeracois, la commune de Liorac-sur-Louyre est située dans l'aire d'attraction de Bergerac. Elle est arrosée par la Louyre et par son affluent la Sérouze.
Traversé par la route départementale (RD) 32, le petit bourg de Liorac-sur-Louyre se situe, en distances orthodromiques, dix kilomètres au nord-ouest de Lalinde et quatorze kilomètres à l'est-nord-est de Bergerac. Il est implanté sur le coteau à 500 mètres au sud de la Louyre.
La commune est très brièvement bordée par la RD 21 au nord-ouest.

### Communes limitrophes
Liorac-sur-Louyre est limitrophe de sept autres communes dont Saint-Sauveur au sud-ouest sur moins de 200 mètres.
|                           | Saint-Georges-de-Montclard | Saint-Félix-de-Villadeix |
| Lamonzie-Montastruc       | Liorac-sur-Louyre          | Saint-Marcel-du-Périgord |
| Saint-Sauveur, Mouleydier |                            | Cause-de-Clérans         |

### Géologie et relief

#### Géologie
Situé sur la plaque nord du Bassin aquitain et bordé à son extrémité nord-est par une frange du Massif central, le département de la Dordogne présente une grande diversité géologique. Les terrains sont disposés en profondeur en strates régulières, témoins d'une sédimentation sur cette ancienne plate-forme marine. Le département peut ainsi être découpé sur le plan géologique en quatre gradins différenciés selon leur âge géologique. Liorac-sur-Louyre est située dans le quatrième gradin à partir du nord-est, un plateau formé de dépôts siliceux-gréseux et de calcaires lacustres de l'ère tertiaire.
Les couches affleurantes sur le territoire communal sont constituées de formations superficielles du Quaternaire et de roches sédimentaires datant pour certaines du Cénozoïque, et pour d'autres du Mésozoïque. La formation la plus ancienne, notée c5c, date du Campanien 3, une alternance de marnes à glauconie et de calcaires crayo-marneux jaunâtres. La formation la plus récente, notée CFvs, fait partie des formations superficielles de type colluvions carbonatées de vallons secs : sable limoneux à débris calcaires et argile sableuse à débris. Le descriptif de ces couches est détaillé dans  la feuille « no 806 - Bergerac » de la carte géologique au 1/50 000 de la France métropolitaine, et sa notice associée.

Carte géologique de Liorac-sur-Louyre.

#### Relief et paysages
Le département de la Dordogne se présente comme un vaste plateau incliné du nord-est (491 m, à la forêt de Vieillecour dans le Nontronnais, à Saint-Pierre-de-Frugie) au sud-ouest (2 m à Lamothe-Montravel). L'altitude du territoire communal varie quant à elle entre 63 m et 177 m,.
Dans le cadre de la Convention européenne du paysage entrée en vigueur en France le 1er juillet 2006, renforcée par la loi du 8 août 2016 pour la reconquête de la biodiversité, de la nature et des paysages, un atlas des paysages de la Dordogne a été élaboré sous maîtrise d’ouvrage de l’État et publié en octobre 2020. Les paysages du département s'organisent en huit unités paysagères et 14 sous-unités. La commune fait partie du Périgord central, un paysage vallonné, aux horizons limités par de nombreux bois, plus ou moins denses, parsemés de prairies et de petits champs.
La superficie cadastrale de la commune publiée par l'Insee, qui sert de référence dans toutes les statistiques, est de 20,27 km2,,. La superficie géographique, issue de la BD Topo, composante du Référentiel à grande échelle produit par l'IGN, est quant à elle de 20,69 km2.

### Hydrographie

#### Réseau hydrographique
La commune est située dans le bassin de la Dordogne au sein du Bassin Adour-Garonne. Elle est drainée par la Louyre, le Caudeau, la Sérouze, le ruisseau de Barbeyrol, et par deux petits cours d'eau, qui constituent un réseau hydrographique de 11,5 km de longueur totale,.
Le Caudeau, d'une longueur totale de 38,47 km, prend sa source dans la commune de Veyrines-de-Vergt et se jette dans la Dordogne en rive droite à Bergerac, juste en aval du barrage de Bergerac. Il marque la limite communale au nord-ouest sur deux kilomètres, face à Saint-Georges-de-Montclard.
La Louyre, d'une longueur totale de 25,51 km, prend sa source dans la commune de Val de Louyre et Caudeau (territoire de l'ancienne commune de Cendrieux) et se jette dans le Caudeau en rive gauche sur la commune de Lamonzie-Montastruc. Elle traverse la commune du nord-est à l'ouest sur quatre kilomètres et demi.
Deux de ses affluents de rive gauche baignent l'est du territoire communal : le ruisseau de Barbeyrol sur près de 300 mètres dont 170 mètres en limite de Saint-Félix-de-Villadeix, et la Sérouze sur 850 mètres dont 530 mètres en limite de Saint-Marcel-du-Périgord.

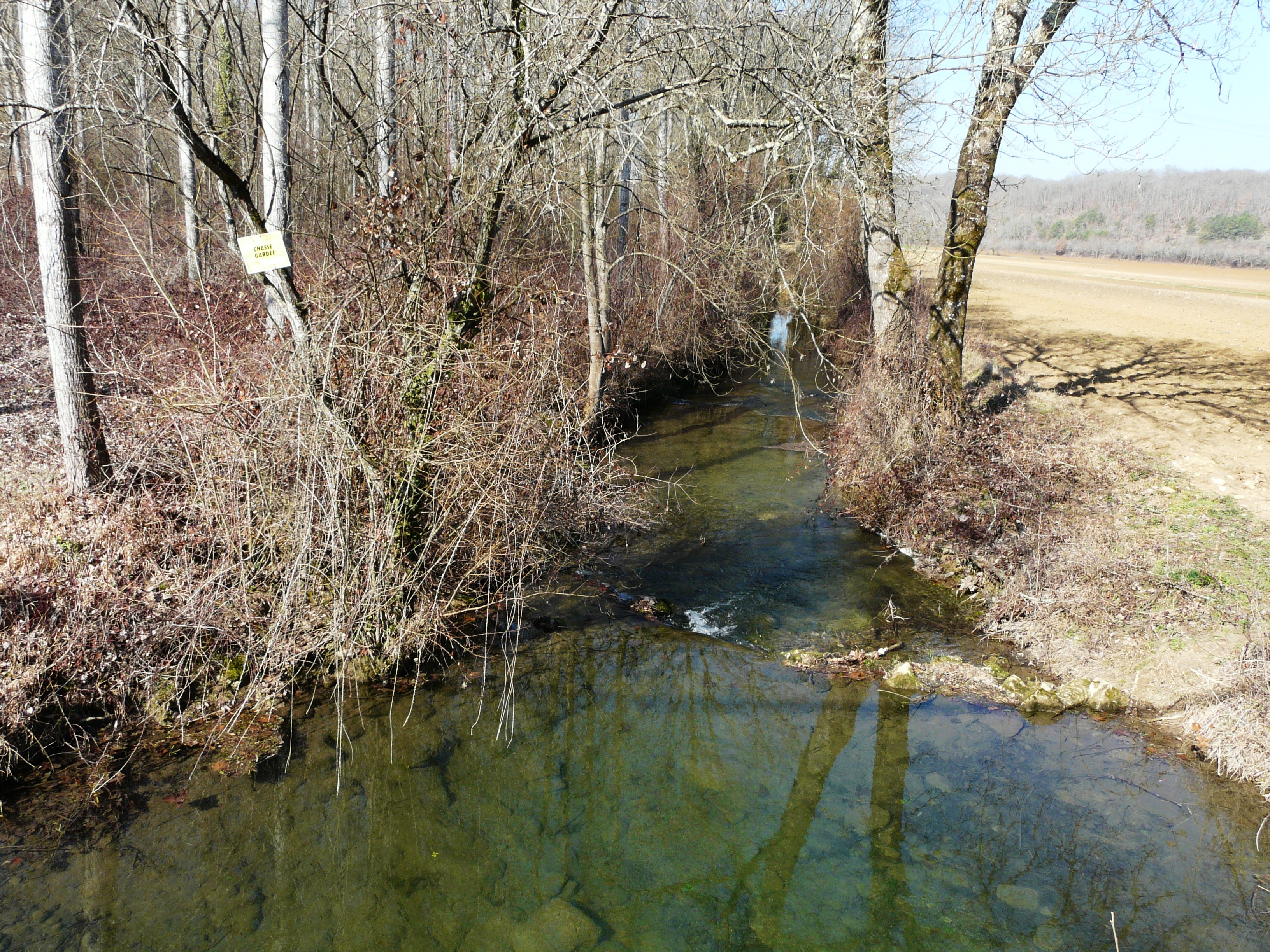
La Louyre en aval du pont de la route qui mène à Saint-Georges-de-Montclard.
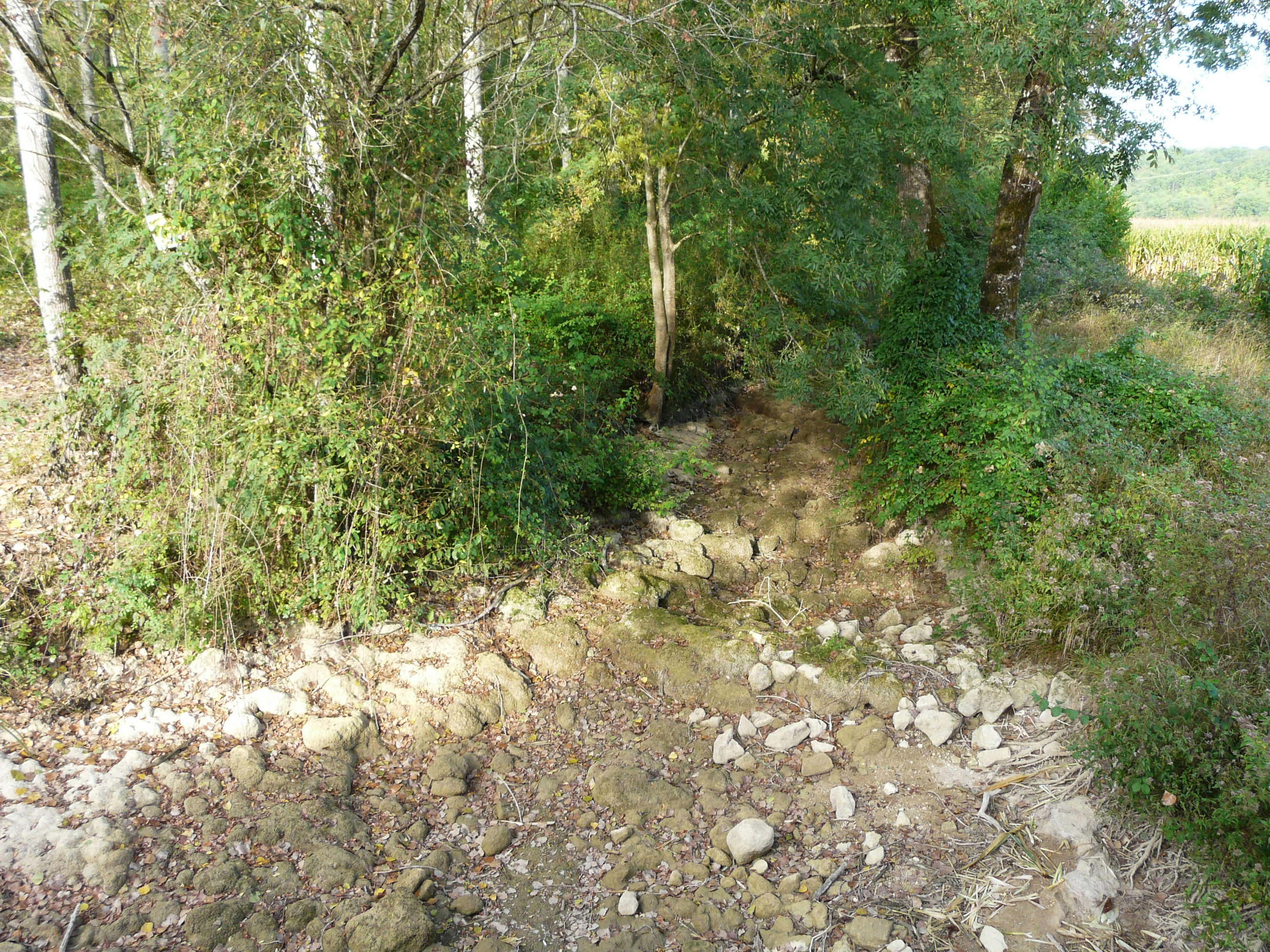
Le même endroit avec la Louyre à sec.
Réseaux hydrographique et routier de Liorac-sur-Louyre.

#### Gestion et qualité des eaux
Le territoire communal est couvert par le schéma d'aménagement et de gestion des eaux (SAGE) « Dordogne Atlantique ». Ce document de planification, dont le territoire correspond au sous‐bassin le plus aval du bassin versant de la Dordogne (aval de la confluence Dordogne - Vézère)., d'une superficie de 2 700 km2 est en cours d'élaboration. La structure porteuse de l'élaboration et de la mise en œuvre est l'établissement public territorial de bassin de la Dordogne (EPIDOR). Il définit sur son territoire les objectifs généraux d’utilisation, de mise en valeur et de protection quantitative et qualitative des ressources en eau superficielle et souterraine, en respect des objectifs de qualité définis dans le troisième SDAGE  du Bassin Adour-Garonne qui couvre la période 2022-2027, approuvé le 10 mars 2022.
La qualité des eaux de baignade et des cours d’eau peut être consultée sur un site dédié géré par les agences de l’eau et l’Agence française pour la biodiversité.

### Climat
Pour des articles plus généraux, voir Climat de la Nouvelle-Aquitaine et Climat de la Dordogne.
Historiquement, la commune est exposée à un climat océanique aquitain.  
En 2020, Météo-France publie une typologie des climats de la France métropolitaine dans laquelle la commune est exposée à un climat océanique altéré et est dans la région climatique  Aquitaine, Gascogne, caractérisée par une pluviométrie abondante au printemps, modérée en automne, un faible ensoleillement au printemps, un été chaud (19,5 °C), des vents faibles, des brouillards fréquents en automne et en hiver et des orages fréquents en été (15 à 20 jours).
Pour la période 1971-2000, la température annuelle moyenne est de 12,5 °C, avec  une amplitude thermique annuelle de 15,1 °C. Le cumul annuel moyen de précipitations est de 884 mm, avec 12 jours de précipitations en janvier et 7 jours en juillet. Pour la période 1991-2020, la température moyenne annuelle observée sur la station météorologique la plus proche, située sur la commune de Bergerac à 14 km à vol d'oiseau, est de 13,2 °C et le cumul annuel moyen de précipitations est de 792,9 mm,. Pour l'avenir, les paramètres climatiques de la commune estimés pour 2050 selon différents scénarios d’émission de gaz à effet de serre sont consultables sur un site dédié publié par Météo-France en novembre 2022.

## Urbanisme

### Typologie
Au 1er janvier 2024, Liorac-sur-Louyre est catégorisée commune rurale à habitat très dispersé, selon la nouvelle grille communale de densité à 7 niveaux définie par l'Insee en 2022.
Elle est située hors unité urbaine. Par ailleurs la commune fait partie de l'aire d'attraction de Bergerac, dont elle est une commune de la couronne,. Cette aire, qui regroupe 73 communes, est catégorisée dans les aires de 50 000 à moins de 200 000 habitants,.

### Occupation des sols
L'occupation des sols de la commune, telle qu'elle ressort de la base de données européenne d’occupation biophysique des sols Corine Land Cover (CLC), est marquée par l'importance des forêts et milieux semi-naturels (63 % en 2018), en augmentation par rapport à 1990 (62,1 %). La répartition détaillée en 2018 est la suivante : 
forêts (63 %), prairies (21,6 %), terres arables (7,4 %), zones agricoles hétérogènes (6,1 %), mines, décharges et chantiers (1,9 %). L'évolution de l’occupation des sols de la commune et de ses infrastructures peut être observée sur les différentes représentations cartographiques du territoire : la carte de Cassini (XVIIIe siècle), la carte d'état-major (1820-1866) et les cartes ou photos aériennes de l'IGN pour la période actuelle (1950 à aujourd'hui).

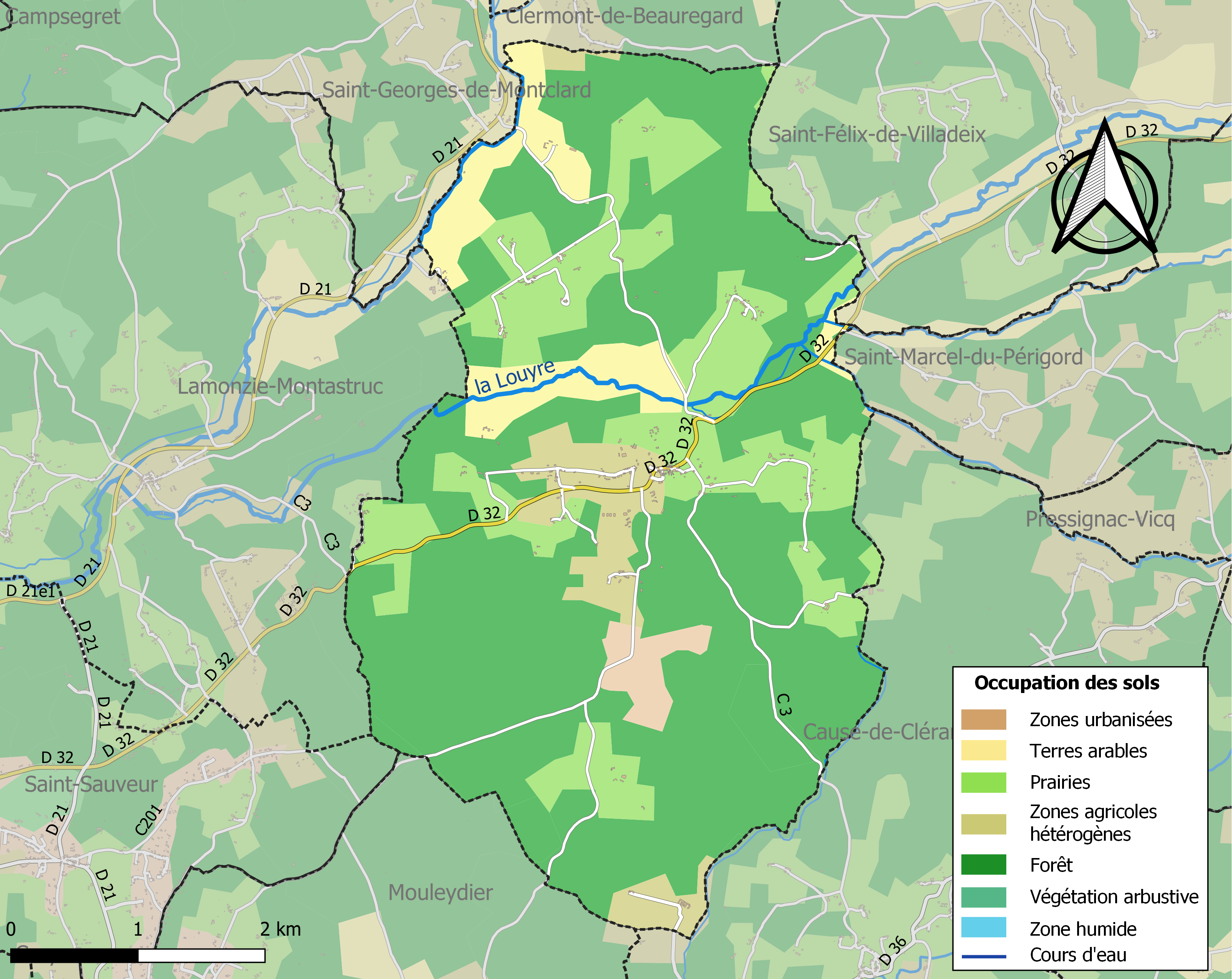
Carte des infrastructures et de l'occupation des sols de la commune en 2018 (CLC).

### Prévention des risques
Le territoire de la commune de Liorac-sur-Louyre est vulnérable à différents aléas naturels : météorologiques (tempête, orage, neige, grand froid, canicule ou sécheresse), inondations, feux de forêts, mouvements de terrains et séisme (sismicité très faible). Un site publié par le BRGM permet d'évaluer simplement et rapidement les risques d'un bien localisé soit par son adresse soit par le numéro de sa parcelle.
Certaines parties du territoire communal sont susceptibles d’être affectées par le risque d’inondation par débordement de cours d'eau, notamment le Caudeau et la Louyre. La commune a été reconnue en état de catastrophe naturelle au titre des dommages causés par les inondations et coulées de boue survenues en 1982 et 1999,. Le risque inondation est pris en compte dans l'aménagement du territoire de la commune par le biais du plan de prévention des risques inondation (PPRI) de la « vallée du Caudeau », couvrant 14 communes et approuvé le 11 septembre 2015, pour les crues du Caudeau,.
Liorac-sur-Louyre est exposée au risque de feu de forêt. L’arrêté préfectoral du 14 mars 2013 fixe les conditions de pratique des incinérations et de brûlage dans un objectif de réduire le risque de départs d’incendie. À ce titre, des périodes sont déterminées : interdiction totale du 15 février au 15 mai et du 15 juin au 15 octobre, utilisation réglementée du 16 mai au 14 juin et du 16 octobre au 14 février. En septembre 2020, un plan inter-départemental de protection des forêts contre les incendies (PidPFCI) a été adopté pour la période 2019-2029,.

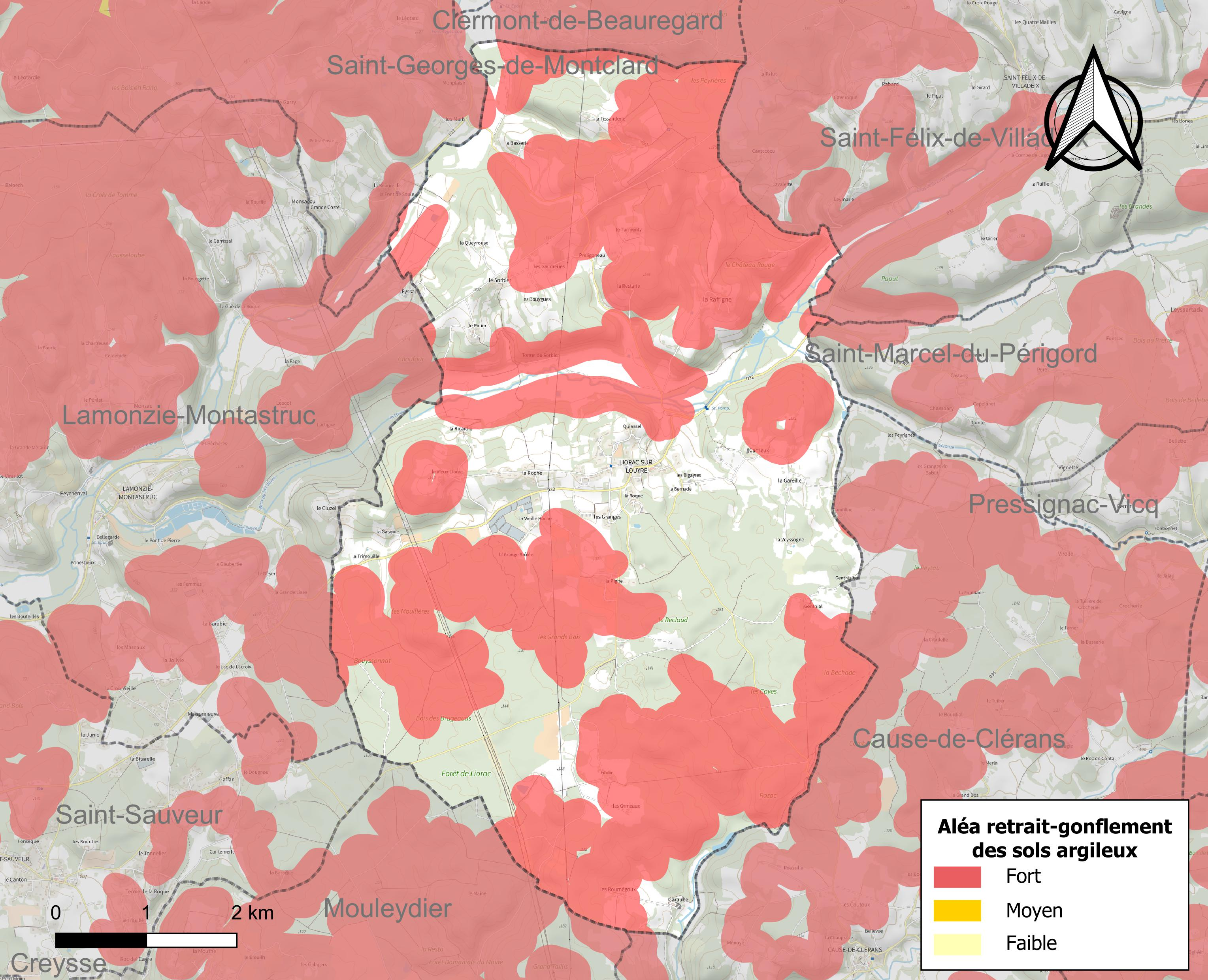
Carte des zones d'aléa retrait-gonflement des sols argileux de Liorac-sur-Louyre.

Les mouvements de terrains susceptibles de se produire sur la commune sont des tassements différentiels. Le retrait-gonflement des sols argileux est susceptible d'engendrer des dommages importants aux bâtiments en cas d’alternance de périodes de sécheresse et de pluie. 55,4 % de la superficie communale est en aléa moyen ou fort (58,6 % au niveau départemental et 48,5 % au niveau national métropolitain). Depuis le 1er octobre 2020, en application de la loi ÉLAN, différentes contraintes s'imposent aux vendeurs, maîtres d'ouvrages ou constructeurs de biens situés dans une zone classée en aléa moyen ou fort,.
La commune a été reconnue en état de catastrophe naturelle au titre des dommages causés par la sécheresse en 2005 et 2011 et par des mouvements de terrain en 1999.

## Toponymie
En occitan, la commune porte le nom de Lieurac de Loira.

## Histoire
En 1967, la commune de Liorac devient Liorac-sur-Louyre.

## Politique et administration

### Rattachements administratifs
La commune de Liorac a, dès 1790, été rattachée au canton de Liorac qui dépendait du district de Bergerac. En 1800, le canton de Liorac est supprimé, de même que les districts, et la commune est rattachée au canton de Lalinde dépendant de l'arrondissement de Bergerac.

### Intercommunalité
En 2002, Liorac-sur-Louyre intègre la communauté de communes Entre Dordogne et Louyre. Cette structure intercommunale fusionne avec quatre autres pour former au 1er janvier 2013 la communauté de communes des Bastides Dordogne-Périgord.

### Administration municipale
La population de la commune étant comprise entre 100 et 499 habitants au recensement de 2017, onze conseillers municipaux ont été élus en 2020,.

### Liste des maires

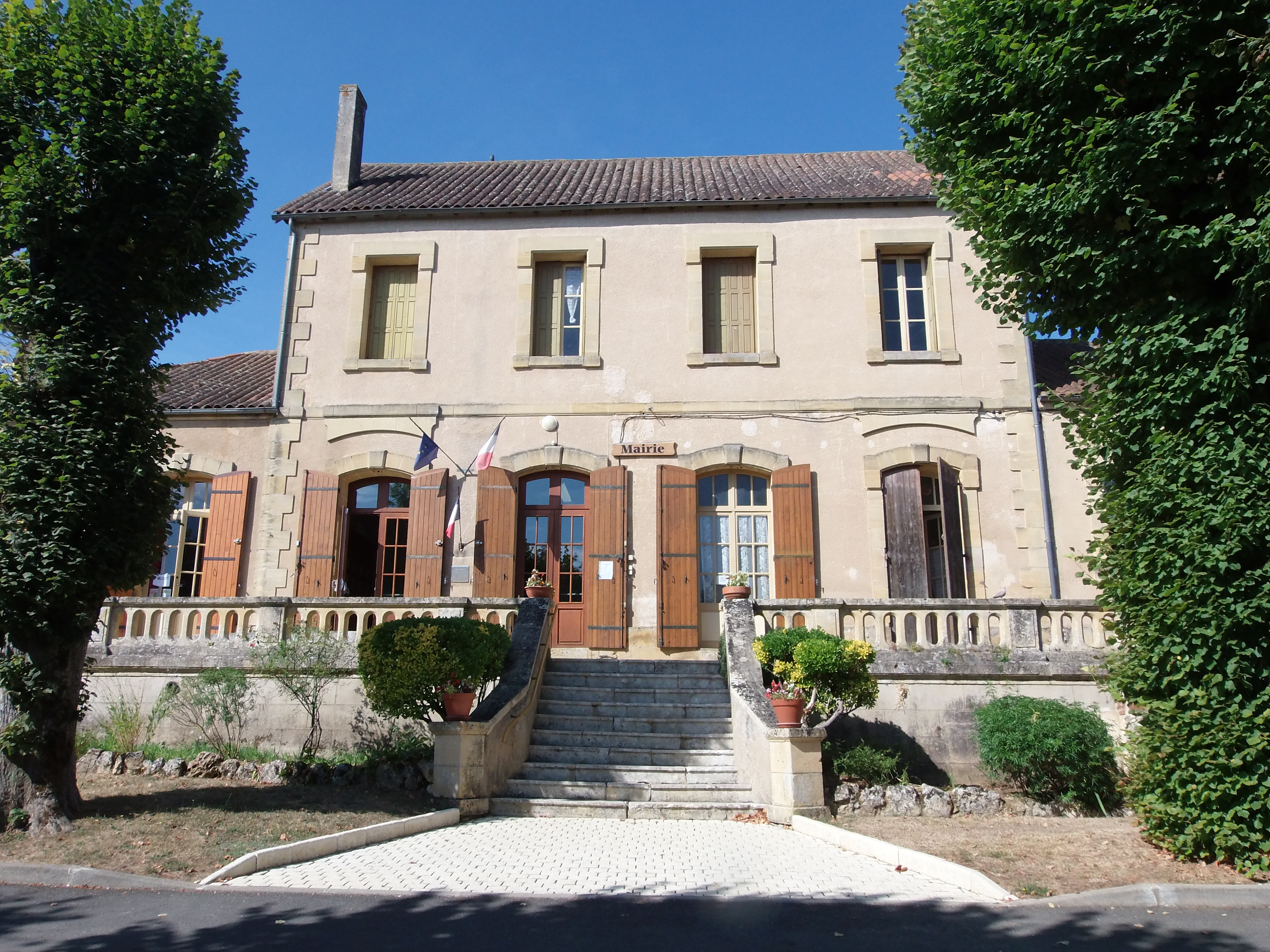
La mairie en 2016.

| Période                                  | Période   | Identité               | Étiquette | Qualité                      |
| ---------------------------------------- | --------- | ---------------------- | --------- | ---------------------------- |
| Les données manquantes sont à compléter. |           |                        |           |                              |
| 1792                                     | 1799      | Henry Meynardie        |           |                              |
| 1799                                     | 1801      | Pierre Bordier Delarue |           |                              |
|                                          |           |                        |           |                              |
| mars 2001                                | mars 2008 | Alain Gipoulou         |           |                              |
| mars 2008 (réélu en mai 2020)            | En cours  | Jean-Claude Monteil    | SE        | Retraité exploitant agricole |

## Équipements et services publics

### Justice
Dans le domaine judiciaire, Liorac-sur-Louyre relève : 
- du tribunal judiciaire, du tribunal pour enfants, du conseil de prud'hommes et du tribunal de commerce de Bergerac ;
- du pôle Nationalité du tribunal judiciaire de Périgueux (compétent uniquement dans le domaine de la nationalité) ;
- de la cour d'appel, du tribunal administratif et de la  cour administrative d'appel de Bordeaux.

## Population et société

### Démographie
L'évolution du nombre d'habitants est connue à travers les recensements de la population effectués dans la commune depuis 1793. Pour les communes de moins de 10 000 habitants, une enquête de recensement portant sur toute la population est réalisée tous les cinq ans, les populations de référence des années intermédiaires étant quant à elles estimées par interpolation ou extrapolation. Pour la commune, le premier recensement exhaustif entrant dans le cadre du nouveau dispositif a été réalisé en 2008.

En 2022, la commune comptait 260 habitants, en évolution de +7,88 % par rapport à 2016 (Dordogne : +0,37 %, France hors Mayotte : +2,11 %).
| 1793 | 1800 | 1806 | 1821 | 1831 | 1836 | 1841 | 1846 | 1851 |
| ---- | ---- | ---- | ---- | ---- | ---- | ---- | ---- | ---- |
| 671  | 529  | 591  | 603  | 622  | 715  | 697  | 705  | 705  |

| 1856 | 1861 | 1866 | 1872 | 1876 | 1881 | 1886 | 1891 | 1896 |
| ---- | ---- | ---- | ---- | ---- | ---- | ---- | ---- | ---- |
| 702  | 658  | 671  | 627  | 627  | 648  | 645  | 607  | 541  |

| 1901 | 1906 | 1911 | 1921 | 1926 | 1931 | 1936 | 1946 | 1954 |
| ---- | ---- | ---- | ---- | ---- | ---- | ---- | ---- | ---- |
| 543  | 512  | 465  | 425  | 363  | 346  | 335  | 317  | 282  |

| 1962 | 1968 | 1975 | 1982 | 1990 | 1999 | 2006 | 2008 | 2013 |
| ---- | ---- | ---- | ---- | ---- | ---- | ---- | ---- | ---- |
| 273  | 231  | 217  | 212  | 270  | 247  | 225  | 219  | 236  |

| 2018 | 2022 | - | - | - | - | - | - | - |
| ---- | ---- | - | - | - | - | - | - | - |
| 250  | 260  | - | - | - | - | - | - | - |

### Manifestations culturelles et festivités
- Fête annuelle sur un week-end, fin août/début septembre[51],[52].

## Économie

### Emploi
En 2015, parmi la population communale comprise entre 15 et 64 ans, les actifs représentent 103 personnes, soit 43,6 % de la population municipale. Le nombre de chômeurs (dix) a légèrement augmenté par rapport à 2010 (neuf) et le taux de chômage de cette population active s'établit à 9,7 %.

### Établissements
Au 31 décembre 2015, la commune compte trente établissements, dont treize au niveau des commerces, transports ou services, sept dans l'agriculture, la sylviculture ou la pêche, cinq dans l'industrie, trois relatifs au secteur administratif, à l'enseignement, à la santé ou à l'action sociale, et deux dans la construction.

## Culture locale et patrimoine

### Lieux et monuments
- Château de Carrieux, XVIIe siècle.
- Château de Garraube, inscrit au titre des monuments historiques en 1992[56].
- Château de Genthial, XVIIe siècle, inscrit en 1948[57].
- Château de la Ricardie, XVIe et XIXe siècles.
- La Vieille Roche, XIIe et XVIIe siècles.
- Château de la Roche.
- Repaire de Liorac, XVIIe siècle, à côté de l'église, qui présente une tour carrée flanquée d'une tourelle[58].
- Église Saint-Martin, inscrite en 1971, hormis le clocher et les parties romanes du XIIe siècle, classés à cette même date[59].

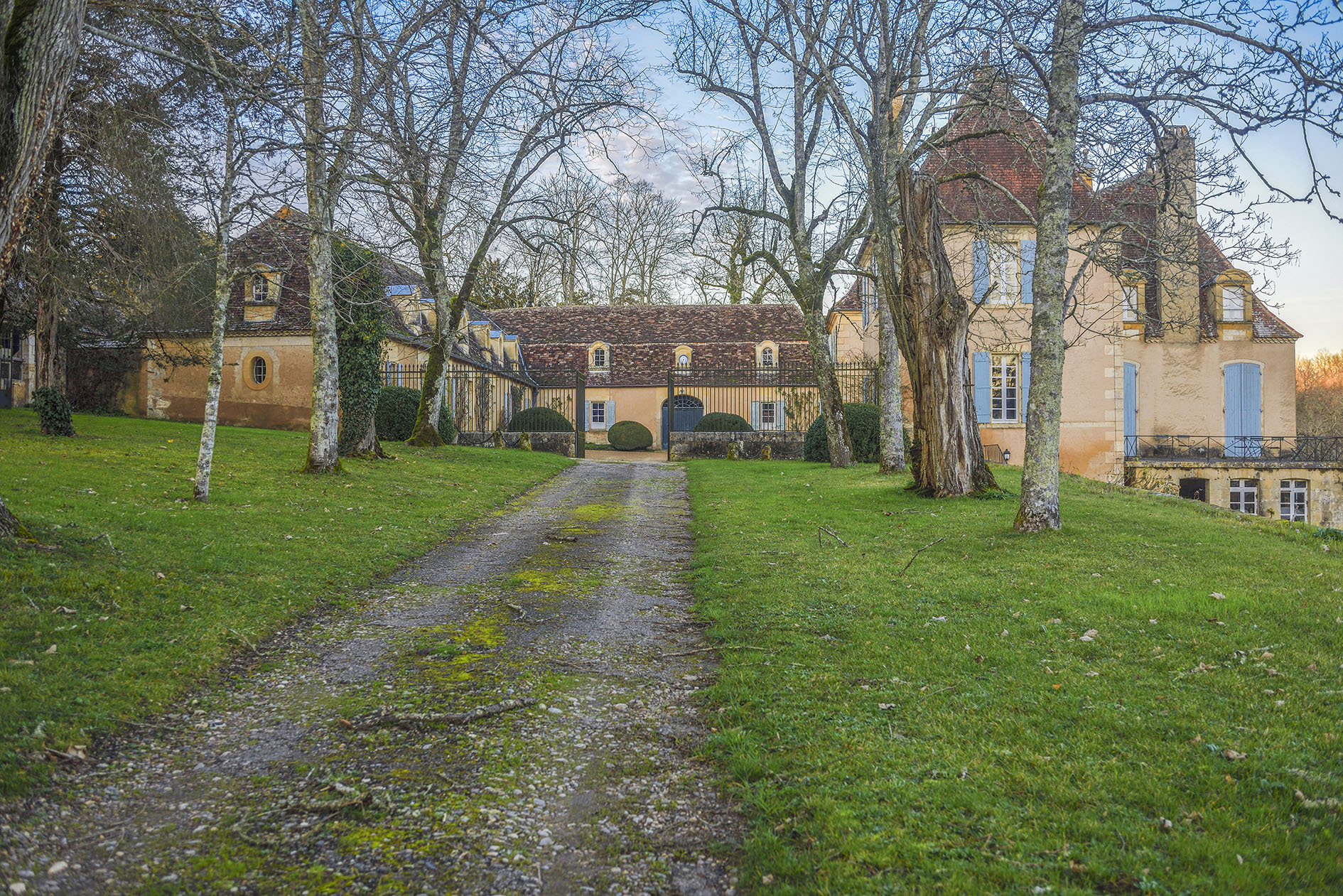
Le château de Garraube.
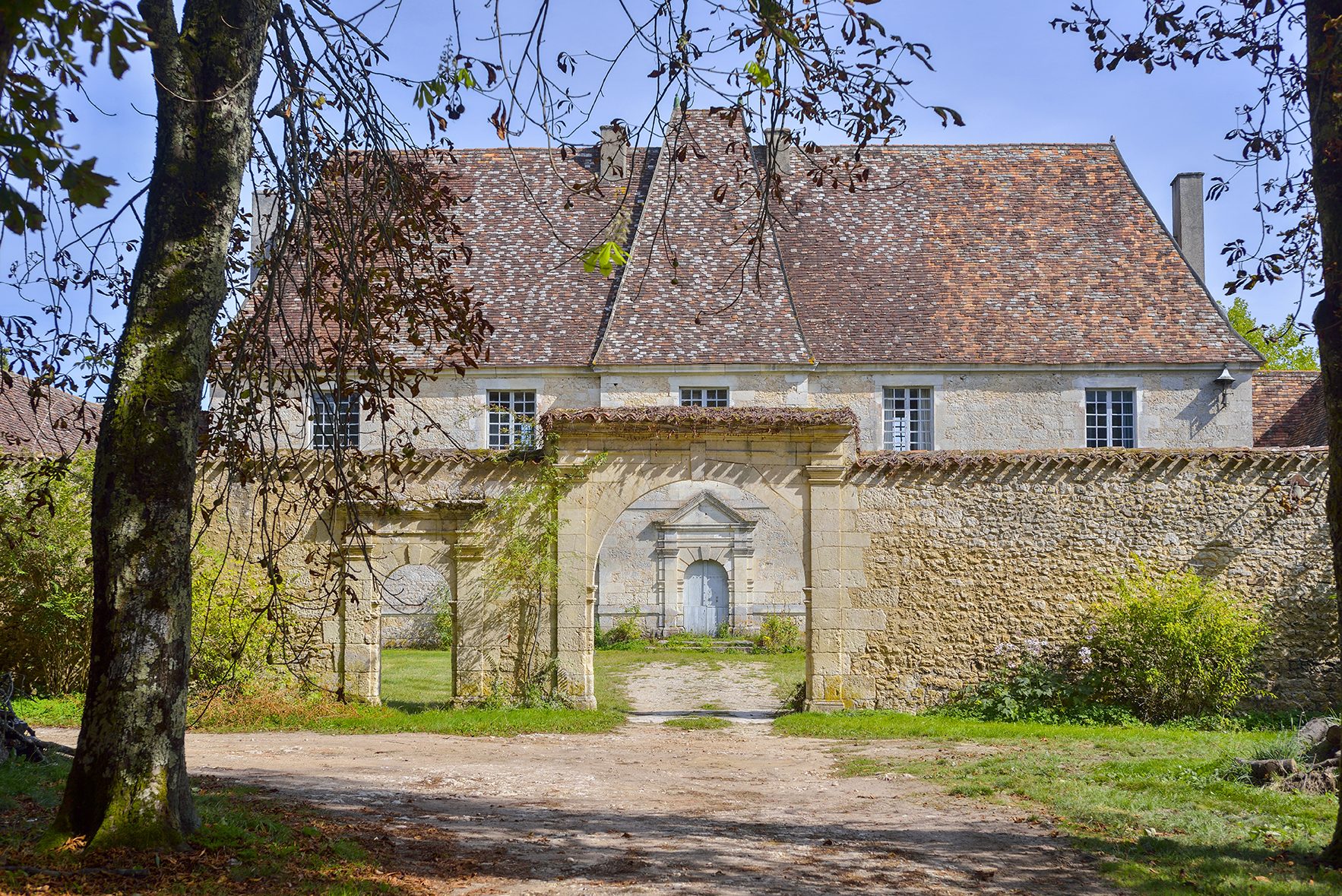
Le château de Genthial.
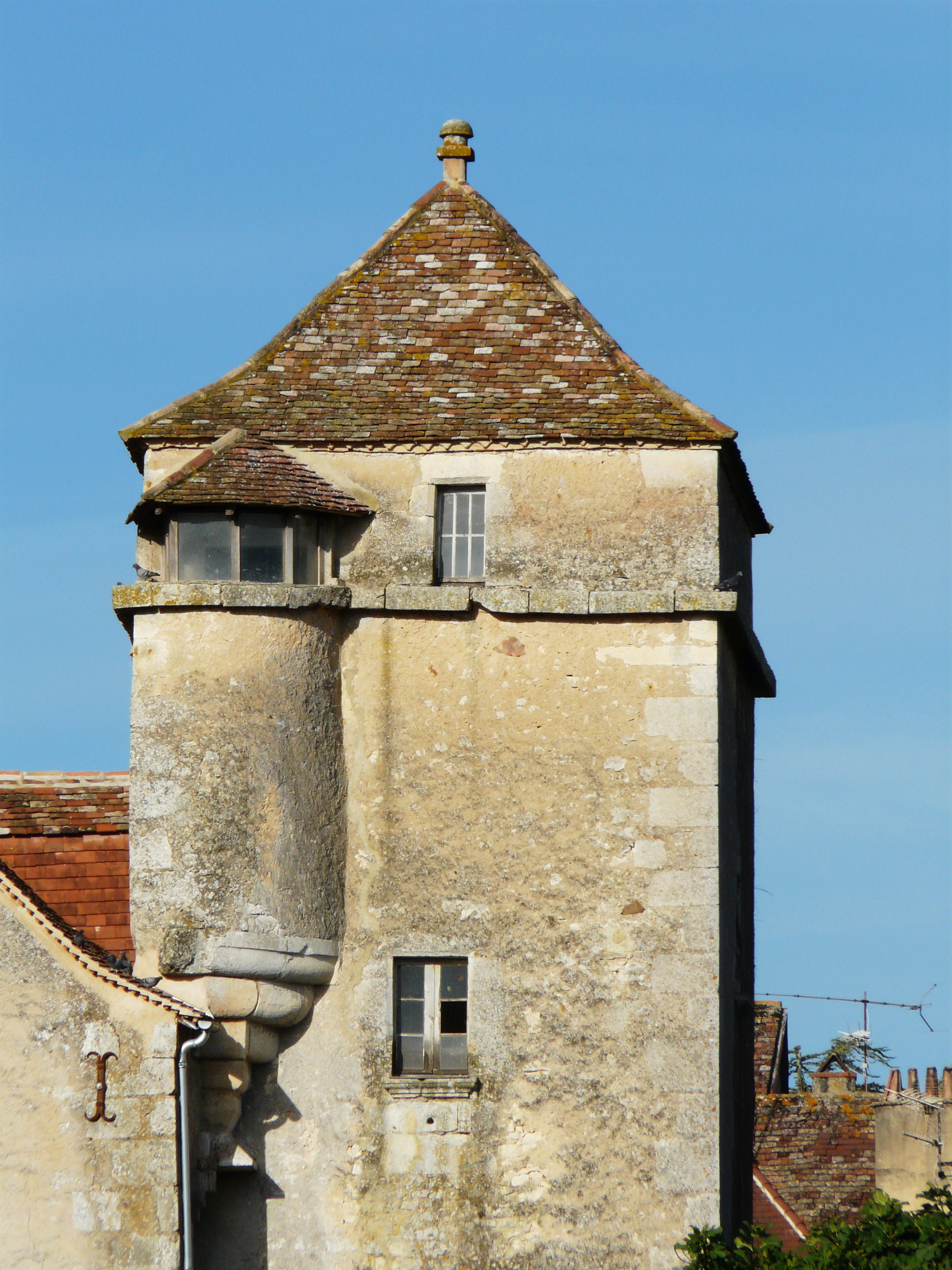
La tour et la tourelle du repaire de Liorac.
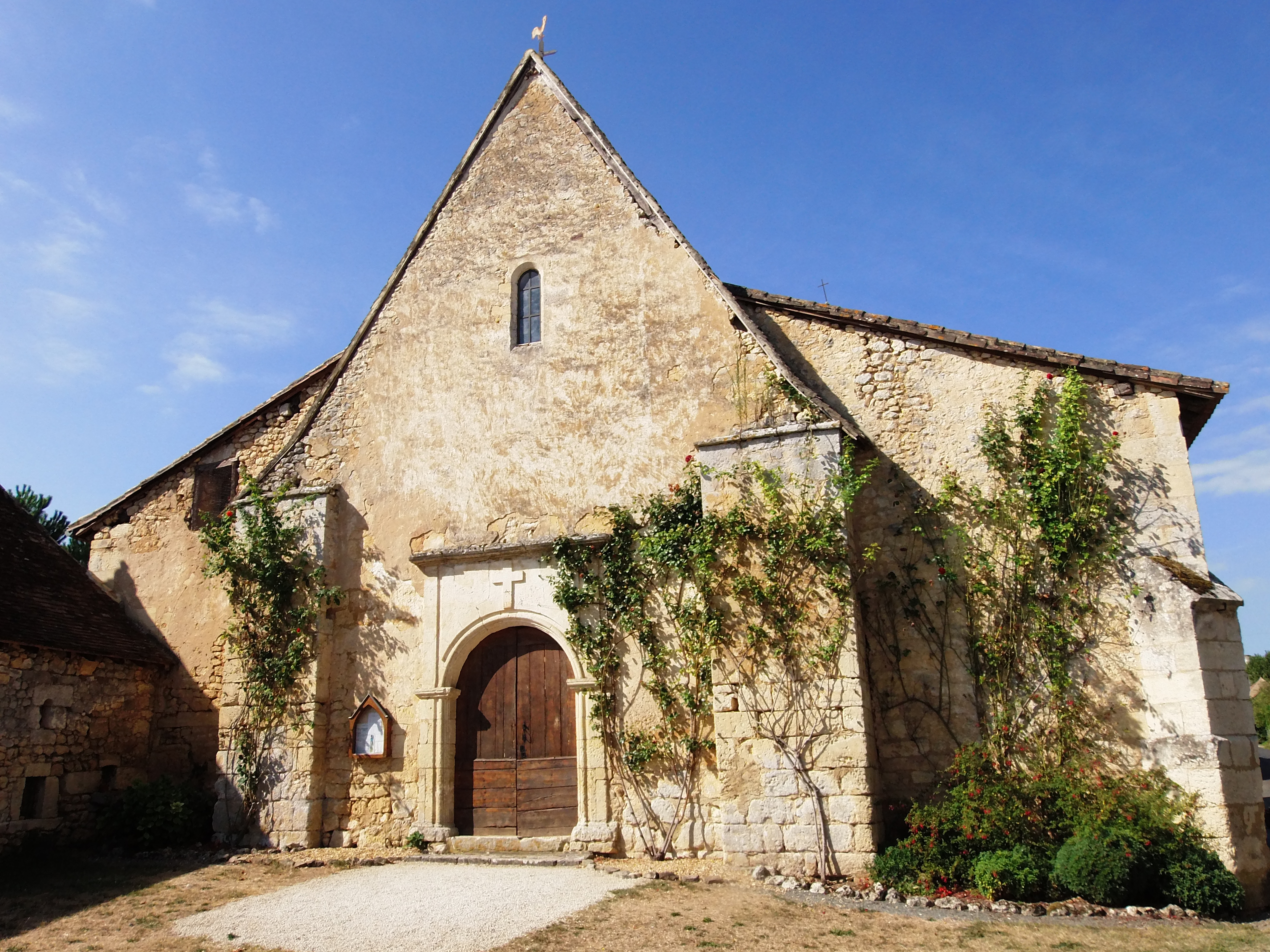
Le portail de l'église Saint-Martin.
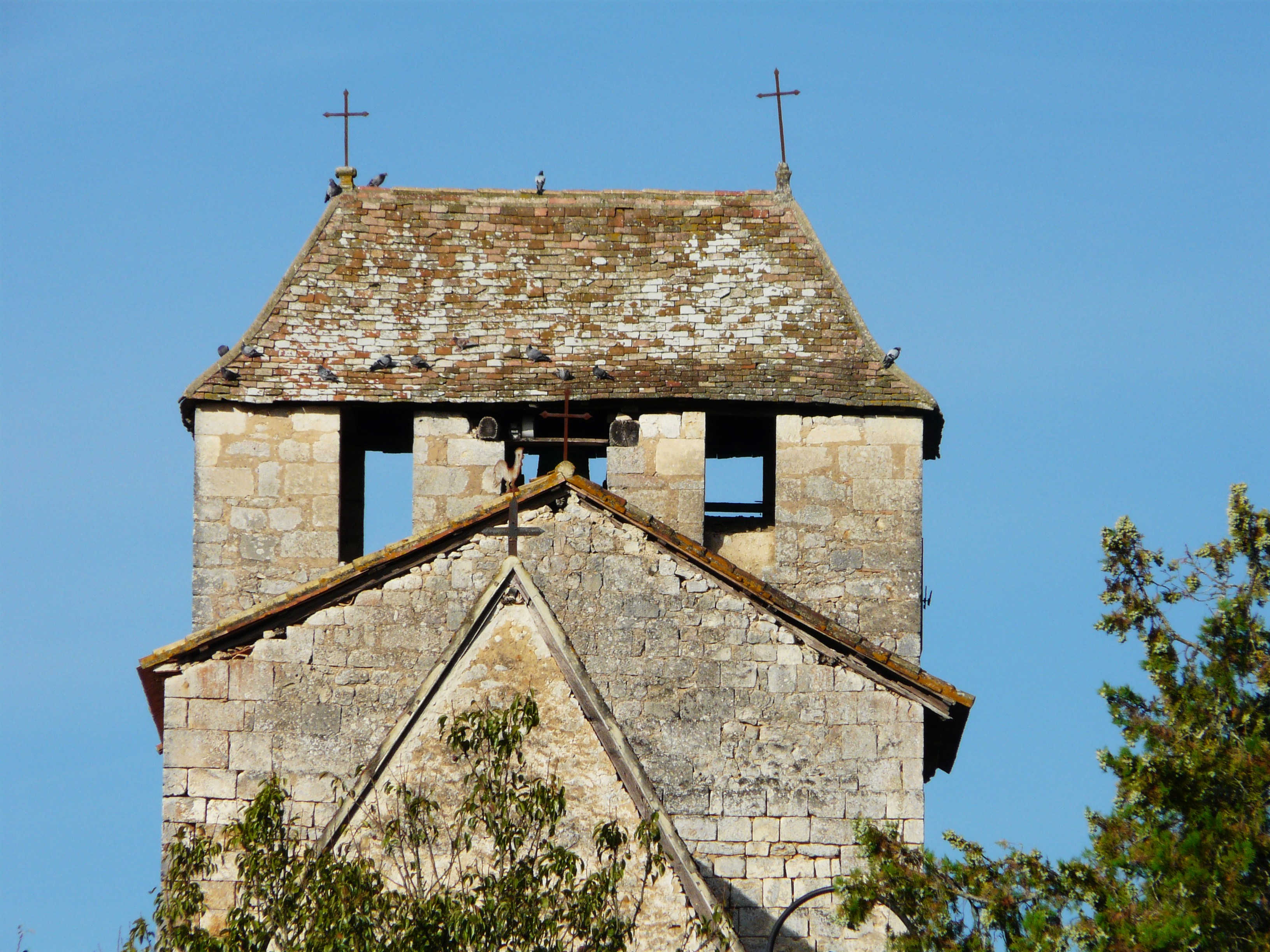
Son clocher.
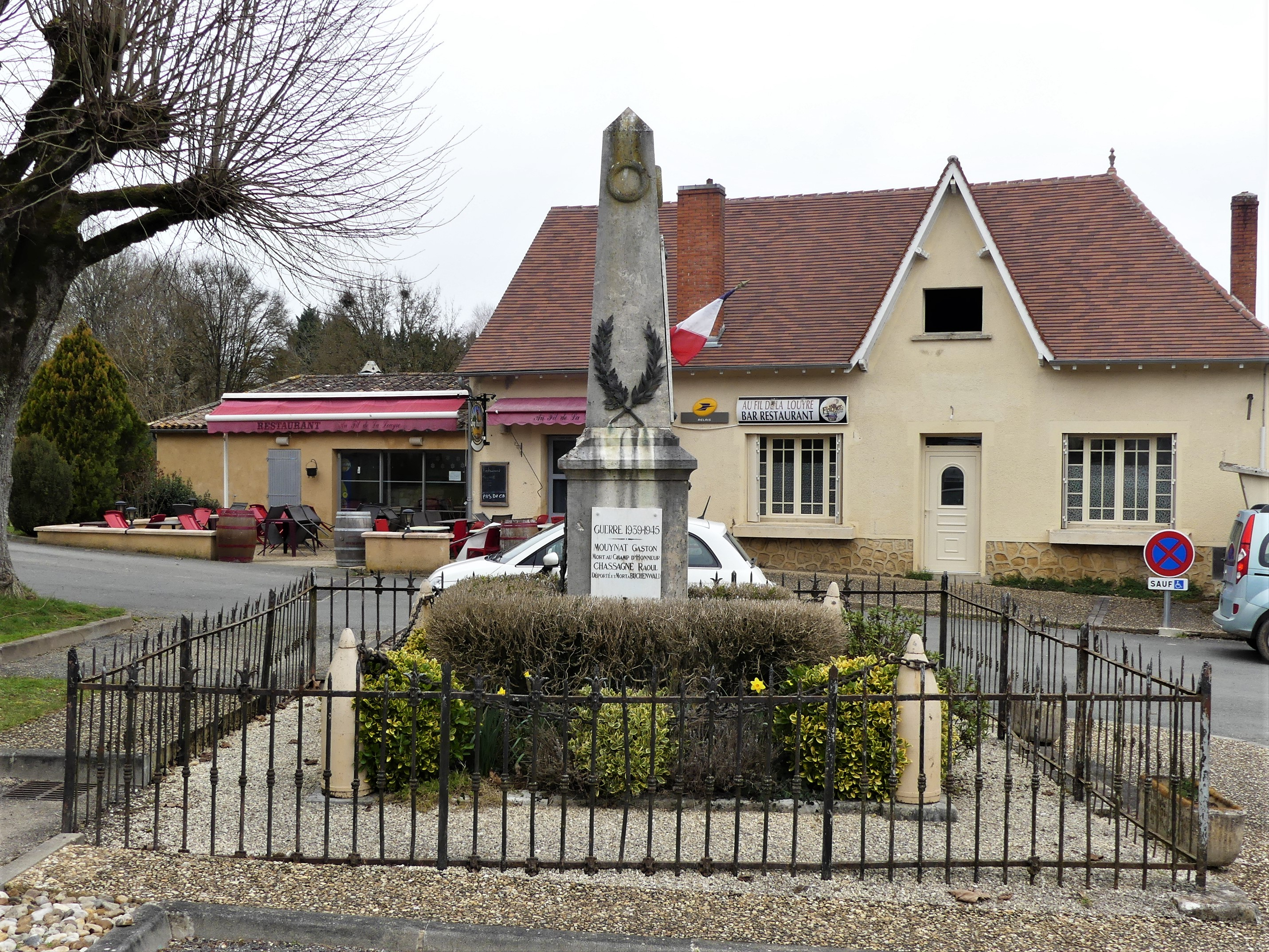
Le monument aux morts.

### Patrimoine naturel
Au sud, près de la moitié du territoire communal se situe en forêt de Liorac, une zone naturelle d'intérêt écologique, faunistique et floristique (ZNIEFF) de type II, refuge de la grande faune,.

### Personnalités liées à la commune
- Maurice Sarazac (1908-1974), général français, Compagnon de la Libération, né à Liorac-sur-Louyre.

## Pour approfondir